# Ardengost
Ardengost  là một xã thuộc tỉnh Hautes-Pyrénées trong vùng Occitanie tây nam nước Pháp. Khu vực này có độ cao trung bình 1060 mét trên mực nước biển.

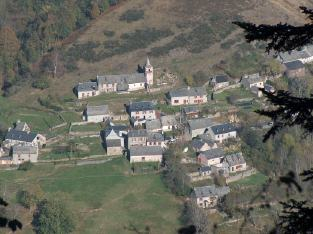
Ardengost.